# Marijan Todorow (zapaśnik)
Marijan Atanasow Todorow (bg. Мариян Атанасов Тодоров; ur. 16 maja 1994) – bułgarski zapaśnik walczący w stylu wolnym.
Brązowy medalista akademickich MŚ w 2014. Trzeci na ME juniorów w 2013. Trzeci na plażowych MŚ w 2015 roku.